# Spijker (bar)

Homobar de Spijker aan de Kerkstraat in Amsterdam (foto uit 2020)

De Spijker is een homobar aan de Kerkstraat 4 in de binnenstad van Amsterdam. De zaak werd in 1979 geopend en beschikte in de loop der jaren o.a over een darkroom, een restaurant en een klein theater. Aanvankelijk was de Spijker gericht op leermannen, sinds de jaren 2010 komt er een gemengd lhbt-publiek.
De Spijker wordt ook wel de "oudste homobar" van Amsterdam genoemd, maar dat is een definitiekwestie, want Café 't Mandje opende al in 1927, maar was tussentijds jarenlang gesloten, en de Amstel Taveerne bestaat sinds 1964, zij het sinds 2007 onder een nieuwe naam.

## Opening en interieur
Aan de Kerkstraat 4 opende in het voorjaar van 1978 een op homo's gericht dagcafé genaamd Flore. Deze zaak werd per 1 maart 1979 opgevolgd door de Spijker, die geopend werd door de Israëliër Avi Ben-Moshe en zijn Nederlandse vriend Peter Koningshausen. Zij hadden elkaar eind jaren zestig ontmoet in homodiscotheek DOK en namen samen hotel Orfeo in de Leidsekruisstraat 14 over om er een groot homohotel van te maken. Vervolgens wilde Ben-Moshe een eigen bar en daarvoor kochten ze een leegstaand pand in de Kerkstraat, die destijds als de belangrijkste homo-uitgaansstraat van Amsterdam gold.
Naar het voorbeeld van gay bar The Spike in New York kreeg ook De Spijker in Amsterdam een poolbiljart achter in de zaak, een tv-scherm waarop pornovideo's werden vertoond en een open haard tegenover de bar - een indeling die tot op heden hetzelfde gebleven is. Op de bovenverdieping was aan de voorkant aanvankelijk een klein restaurant met achterin de toiletten en een darkroom. Deze laatste werd later omgevormd tot rookruimte annex een "plek om te spelen".

## Theater
In 1983 werd de Spijker overgenomen door Raphael Brandow van het American Repertory Theater (ART), een toneelgroep die voornamelijk stukken met homoseksuele thema's opvoerde. Deze groep trad al vanaf 1980 vanaf de pooltafel in de bar op, maar na de overname kon Brandow het restaurant op de bovenverdieping ombouwen tot een klein theater met 65 stoelen, dat in oktober 1983 door de Amerikaanse toneelschrijver Edward Albee werd geopend.
In deze periode was de bar nog hoofdzakelijk gericht op mannen met een leerfetisjisme en mannen in jeans en met snorren. Dat was ook de stijl van de dichter Jim Holmes die op 4 november 1983 in het theatertje boven de Spijker een symposium over homoseksualiteit in de literatuur organiseerde onder de naam Vriendjespoëtiek. Het theater was echter niet rendabel en toen er als gevolg van de ziekte aids ook bij de bar minder klanten kwamen, werd de financiële situatie dusdanig slecht dat Brandow de zaak in 1987 verkocht.

## Heropleving
De nieuwe eigenaar was wederom een Amerikaan, namelijk Tony DeRosa, die als barkeeper in de zaak werkzaam was en eerder in San Francisco in de bekende leerkroeg The Ambush had gewerkt. Hij wist de Spijker weer nieuw leven in te blazen en liet voortaan ook vrouwen toe in de voorheen aan homomannen voorbehouden bar.
De kale stenen muren betimmerde hij met de houten planken die hij had opgekocht van de gesloten homobar Wells Fargo Saloon aan de Nieuwezijds Voorburgwal en als liefhebber van tekenfilms plaatste DeRosa naast de tv met homoporno een tweede tv voor zijn favoriete cartoons en animatiefilms. De lege theaterruimte verhuurde hij aan de groep Amsterdam Jacks om daar de eerste safe sex-feesten te organiseren. Daarbij mochten de bezoekers elkaar alleen aftrekken, zodat deze feesten ook wel bekend stonden als jack-off parties.
In 1992 verkocht DeRosa de Spijker weer om zich bezig te gaan houden met het uitgeven van Trash in the Streets, een gratis Engelstalig krantje voor homotoeristen, voornamelijk gericht op het uitgaansleven en dan speciaal op de leer-, rubber- en SM-scene. Het blad werd in 1995 omgedoopt tot Gay News en bestaat alszodanig nog steeds.

## Diversiteit

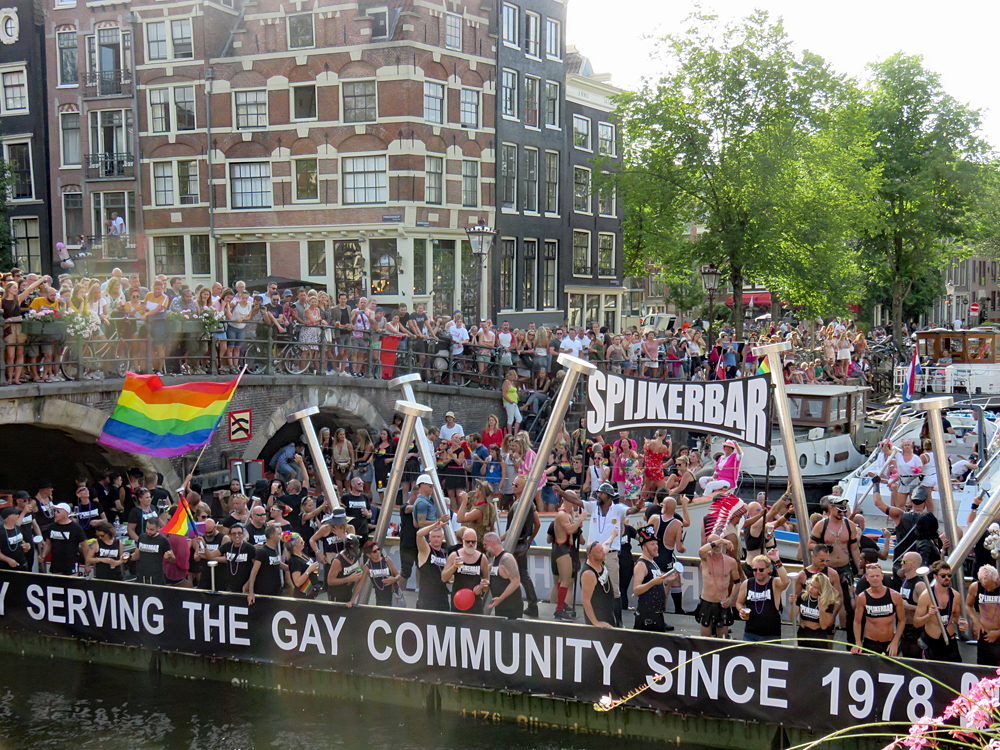
Boot van de Spijker Bar tijdens de Canal Parade van Pride Amsterdam op 4 augustus 2018

De Spijker was ondertussen overgenomen door de uit Texas afkomstige Gordon Miller, die de zaak had leren kennen tijdens zijn vakanties en die na het overlijden van zijn vriend naar Amsterdam verhuisd was. Miller overleed in augustus 2006, waarna de bar in handen kwam van Paul Tarrant, tot september 2014 samen met Ton van Bokhoven.
Onder de huidige eigenaar richt de Spijkerbar zich met uiteenlopende activiteiten op een gevarieerd en enigszins alternatief publiek: zo is er in 2018 naast een dagelijks happy hour een poolcompetitie, een bingo op zaterdagmiddag gepresenteerd door travestie-artiest Miss Didi Licious en op donderdag een pre-party voor de clubavond Blue in fetishclub chUrch even verderop in de Kerkstraat. Ten slotte is er eens in de maand een lesbische feestavond onder de naam Lesbique. Ook worden vanuit de bar het homorugbyteam ARC Amsterdam Lowlanders en Rainbow Squash Amsterdam gesponsored.
In 2018 vierde de Spijker zijn 40-jarig jubileum en voer als zodanig, als enige Amsterdamse homobar, met een grote boot mee in de Canal Parade van Pride Amsterdam. Per 1 april 2020 werd de zaak overgenomen door Steven en Tomas, die de darkroom op de bovenverdieping verbouwden tot een "playroom" waar bezoekers kunnen cruisen en werd onder meer een nieuw fetish-evenement gepland.